# Trinomys eliasi
Trinomys eliasi is een zoogdier uit de familie van de stekelratten (Echimyidae). De wetenschappelijke naam van de soort werd voor het eerst geldig gepubliceerd door Pessôa & Dos Reis in 1993.

## Voorkomen

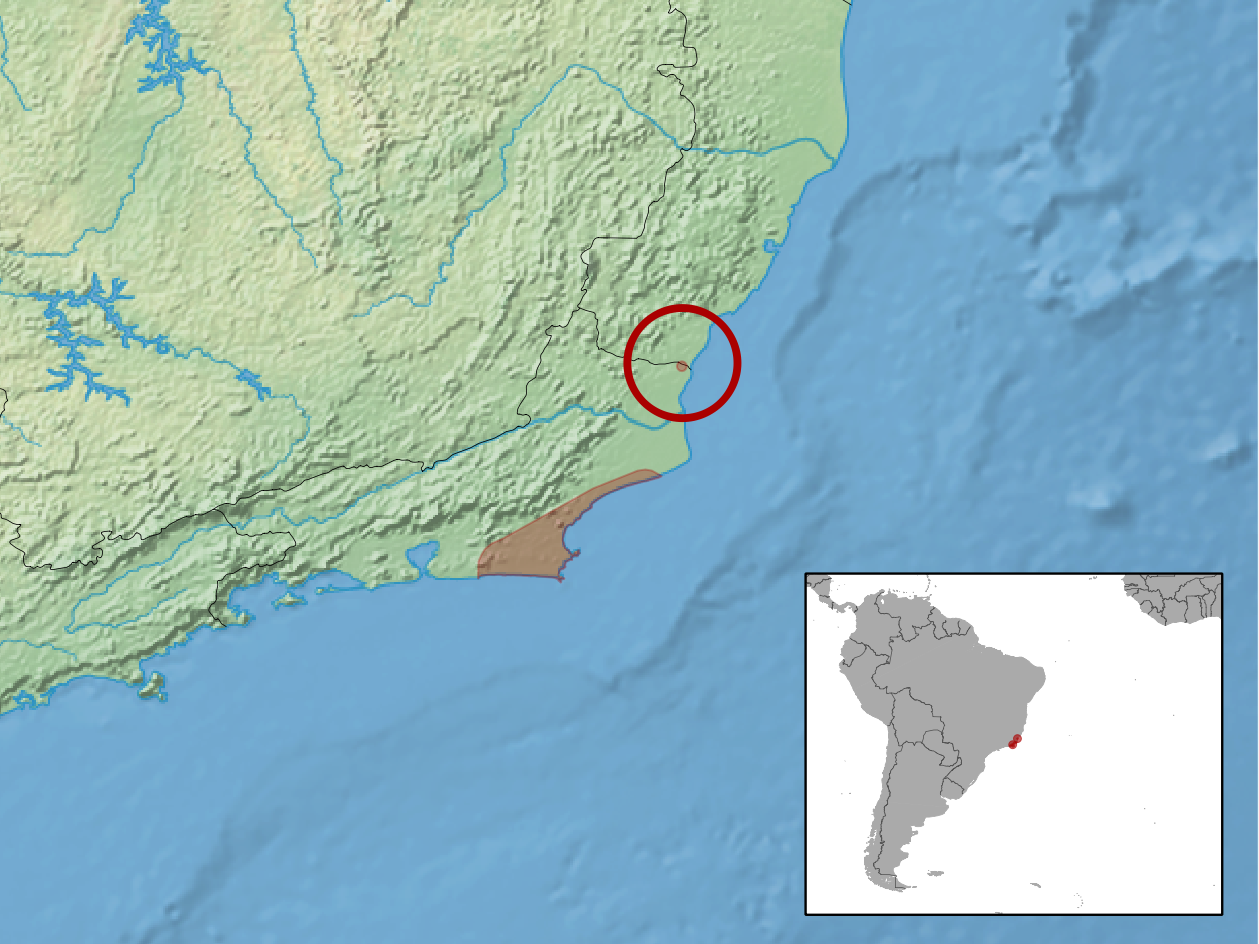
Leefgebied

De soort komt voor in Brazilië.